# Bellezas indomables
Bellezas indomables (em português Belezas Indomáveis) é uma telenovela mexicana produzida e exibida pela Azteca entre 30 de julho de 2007 e 22 de fevereiro de 2008
Foi protagonizada por Claudia Álvarez e Yahir e antagonizada por Betty Monroe, Tomás Goros e Ana Belena.

## Sinopse
Três irmãs corajosas e bonitas, Maria Fernanda, Maria Angeles e Maria Soledad; Urquillo são as belas meninas que gostam de um mundo de luxo e alegre leveza, até a traição e ganância de dois vilões arrebatando-lhes tudo.
Berenice Diaz Ojeda, a secretária de Rodrigo Urquillo, pai das três, busca a todo custo ficar com a fortuna de seu chefe; assim ela em pensa seduzi-lo até que ele decida se casar com ela. No outro lado dessa Gregorio Ayerza, um homem corrupto e mau envolvidos; Patricia estava amando Monser, mãe e irmãs que morreu em um terrível acidente. Gregorio procurando amor Fernanda, que é como sua mãe e separá-la de seu primeiro amor, Manuel Molina, que tem sido fiel a toda a família Urquillo e procurar ajuda-los a recuperar o que esses vilões ter tomado a partir dele.
Quando Berenice se casa com Rodrigo, Anjos descobre ter relações sexuais com Gregorio, quando ela corre para acusar Gregory enviou abduzir e contrata Diego López para matar ela e levou para o túmulo o segredo da sua relação com Berenice . No entanto, Diego a ser atraídos Angeles, finge matar Angeles para sua vingança, começando com o rosto cirurgia para cobrir sua identidade.
Soledad, a irmã mais nova é em amor com o filho de Gregory, Ignacio ( Fernando Alonso ), que amou desde a infância, tanto lutou por seu amor até o fim.
Nesta batalha difícil Fernanda, Angeles e Soledad descobrirão o amor, enfrentarão o destino e procurarão obter justiça. Seu esforço e sacrifício será recompensado quando elas retornam para redescobrir o amor e viver plenamente.

## Elenco
- Claudia Álvarez - María Fernanda Urquillo Irazabal / María Patricia Irazabal de Urquillo
- Yahir - Manuel Molina Villazón
- Betty Monroe - Berenice Lamas de Urquillo
- Cinthia Vázquez - María Ángeles Urquillo Irazabal / Anna Hernández
- Carlos Torres  - Diego López
- Natalia Farias - María Soledad Urquillo Irazabal
- Fernando Alonso - Ignacio Ayerza
- Cynthia Rodríguez - Vilma Lamas
- Ana Belena - Julieta
- Tomás Goros - Gregorio Ayerza
- Andrea Escalona - Mayra Duarte
- María de la Fuente - Roxana
- Aline Hernandez - Laura
- Alberto Casanova - Juan López
- Adrián Herrera - Pablito Molina Urquillo
- Carmen Beato - Marcelina
- Vicky Hassel - Simone
- Andrei Valentin - Martín
- Carmen Delgado - Carmen
- Mayra Rojas - Guadalupe Villazón de Molina
- Fernando Sarfatti - Rodrigo Urquillo
- Eduardo Reza - Luis
- Sylvia Sáenz - Brenda
- Claudia Cervantes - Virginia
- Karla Rico - Sor Victoria
- Lariza Mendizábal - Sor Isabel